# Хейвуд, Чарльз
Генерал-майор Чарльз Хейвуд (прозвище Парень-полковник) (3 октября 1839 — 26 февраля 1915) — девятый комендант корпуса морской пехоты США. Провёл на службе офицером 45 лет и был первым морским пехотинцем, достигшим ранга генерал-майора. В ходе его пребывания на посту коменданта Корпус увеличился более чем в три раза с 2.175 морпеха до 7.810 в целом.

## Биография
Родился 3 октября 1839 года в Уотервилле, штат Мэн. Сын лейтенанта флота Чарльза Хейвуда, отличившегося в ходе обороны Сан-Хосе дель Кабо во время Американо-мексиканской войны. 5 апреля 1858 года был назначен вторым лейтенантом Корпуса морской пехоты от Нью-Йорка. В этот период проходил службу в казармах морской пехоты в Вашингтоне и в Бруклине, Нью-Йорк.
Во время службы в Бруклине в 1858 видел бунты в карантине на Статен-айленде. Выполнял специальную службу на борту кораблей USS Niagara и USS St. Louis Домашней эскадры, корабль искал флибустьеров в Центральной Америке.
В январе 1860 года был демобилизован со службы в г. Эспинуолл (Колон), Панама и позднее получил назначение на военный шлюп «Камберленд» — флагман эскадры наблюдения в г. Веракрус, Мексика.
В марте 1861 года вернулся на борт «Камберленда» и на его борту принял участие в разрушении военно-морской верфи Норфолка  в ходе Гражданской войны.
В мае 1861 года второй лейтенант Хейвуд был произведён в первые лейтенанты и высадился с морской пехотой в Бухте Гаттерас, где участвовал в захватах фортов Кларк и Гаттерас. В ноябре того же года был произведён в капитаны и зимой 1861-62 активно участвовал в экспедициях на лодках на реке Джеймс.
Его участие в сражении между «Камберлендом» и броненосцем южан CSS Virginia в марте 1862 года было особо отмечено. Он командовал, пока орудийная палуба не раскололась, стрелял из последнего оставшегося оружия. Ему удалось спастись, прыгнув в воду, когда «Камберленд» пошёл на дно, так и не спустив флага. Он был особо упомянут за свои доблестные действия, и получил временное повышение в майоры .
После боя он также нёс службу, как на берегу так и в море. Во время службы на флагмане USS Hartford участвовал в поисках знаменитого рейдера южан CSS Alabama. Он получил назначение на этот корабль как офицер морской пехоты флота эскадры западного побережья.
Майор Хейвуд служил на берегу в Пенсаколе и был на борту «Хартфорда» в ходе сражения в заливе Мобил. За свои храбрые и похвальные действия он получил временный ранг подполковника. В ходе сражения он отвечал за два девятидюймовых орудия. В ходе Гражданской войны он был дважды временно повышен в звании в знак признания за особенную храбрость перед лицом врага.
После окончания Гражданской войны Хейвуд вступил в военный орден лояльного легиона Соединённых штатов — организацию офицеров служивших в Союзе в ходе войны.
С 1865 по 1867 он проходил службу на различных кораблях, служил на посту офицера морской пехоты флота у адмирала Фаррагута на европейской базе и позднее на североатлантической эскадре. В этот период он также служил в Вашингтоне, Норфолке и Бруклине. 1 ноября 1876 года он получил постоянное звание майора (более чем за десять лет до этого он получал это звание временно) и был отправлен командовать казармами морской пехоты в Вашингтоне.
Во время серьёзных рабочих бунтов летом 1877 года майор Хейвуд командовал батальоном морской пехоты в Балтиморе, Филадельфии и Рединге, штат Пенсильвания. Его с почётом отметил главнокомандующий генерал Хэнкок. Хейвуд получал благодарности от военно-морского министерства за службу. Затем он служил надругих постах, разбросанных по свету: Мар-айленд, штат Калифорния и Бруклин, Нью-Йорк.
В апреле 1885 года он за 25 часов (согласно сроку приказа) собрал батальон из 250 морских пехотинцев для службы на Панамском перешейке (обеспечение открытого транзита). Впоследствии под его командованием оказалось 800 морских пехотинцев и сильный отряд артиллерии и флота США. В знак признания энергичной службы Хейвуда командующий адмирал просил его «принять его благодарные признания». 9 марта 1888 года майор Хейвуд был произведён в подполковники.

### Служба на посту коменданта
30 января 1891 года Хейвуд был назначен полковником-комендантом корпуса морской пехоты. В то время корпус насчитывал 75 офицеров и 2.100 нижних чинов. В течение его срока на посту это число неуклонно росло и когда он уходил в отставку в 1903 корпус насчитывал уже 278 офицеров и 7.532 нижних чина, наивысшая численность за всё время существования корпуса до 1903 года. В то время морские пехотинцы были вооружены устаревшими винтовками M1884 Springfield с патронами 0.45-го калибра, начинёнными чёрным порохом. Обучение состояло в основном из маршей и строевой подготовки, финансов редко хватало даже на регулярную стрелковую подготовку.
На посту коменданта Хейвуд старался усилить боеспособность морских пехинцев согласно их роли военно-морской пехоты и пытался интегрировать корпус в современные военно-морские действия. К концу своего срока Хейвуд ввёл регулярную стрелковую подготовку, морские пехотинцы получали подготовку артиллеристов для орудийных расчётов второстепенных батарей крейсеров и линкоров.
В 1895 году морские пехотинцы должны были получить новые винтовки Ли калибра 6-мм с патронами с бездымным порохом. Однако в связи с задержками в производстве и недостаточными ассигнованиями у морпехов до 1897 года оставались их старые M1884 .45-70. Хейвуд заявил, что оказывается получать винтовки Ли в небольших количествах, пока не получит гарантии, что для корпуса не будет приобретено по меньшей мере 3 тыс. винтовок, улучшенные мишени и боеприпасы в достаточном количестве, чтобы продолжать существующую стрелковую подготовку.
Несмотря на все усилия Хейвуда к началу войны с Испанией в 1898 году корпус оказался неподготовленным к боевым действиям (подготовка с лёгким стрелковым оружием, боевые учения и действия небольших групп). Хейвуд не располагал даже одним подготовленным батальоном. Он приказал организовать батальон с нуля из 650 морских пехотинцев размещённых в Новой Англии. Спустя всего пять дней батальон отплыл из Бруклина, Нью-Йорк на борту вспомогательного крейсера USS Panther, бывшего судна для перевозки бананов, которое наскоро было переделано в транспорт для доставки войск, в связи с началом боевых действий. Первый батальон под командованием подполковника Роберта У. Хантингтона должен был высадиться на Кубе и обезопасить бухту Гуантанамо. USS Panther оказался скверной заменой специальному военному транспорту, в его трюмах было жарко и тесно, боевой дух солдат начал падать. В этот же год Хейвуд обратился к министру ВМС с просьбой оставить переделанный пассажирский пароход  USS Resolute на постоянной службе на флоте  в качестве транспорта. Также морпехи Хантингтона были оснащены незнакомыми для них винтовками Ли, у каждого было только по десять патронов на винтовку для ознакомления. Офицерам пришлось обучать солдат уходу за винтовками и работе с ними прямо на верхней палубе судна, отплывшего из Нью-Йорка. К счастью, в ходе двух остановок в американских портах по пути на Кубу подполковнику Хантингтону удалось организовать учебные стрельбы, учения небольшими группами и боевые учения до высадки морских пехотинцев на вражеском берегу.       
Хейвуд стал первым комендантом, который ввёл регулярную систему проверок офицеров перед повышением и учредил систему офицерских школ, которые продолжили свою работу и после него при незначительном вмешательстве со стороны командования. Он принял практику награждения медалями за образцовую службу, чтобы повысить дисциплину в рядах корпуса. Хейвуд надеялся повысить эффективность и боевой дух корпуса и таким образом сделать из него важного помощника для военно-морской службы. В ходе его пребывания на посту число гарнизонов морской пехоты возросло с 12 до 21. Практически во всех гарнизонах Хейвуд сумел построить новые казармы и офицерские штабы.      
В марте 1899 года Хейвуд был повышен в звании до бригадного генерала, а 2 июля 1902 года был произведён в генерал-майоры  согласно специальным актам Конгресс. Он стал первым морским пехотинцем, достигшим звания генерал-майора.
Хейвуд прослужил 45 лет офицером морской пехоты, сделав наиболее выдающуюся карьеру в то время и 3 октября 1903 года по достижении 64 лет согласно закону был отправлен в отставку. 
Хейвуд умер в возрасте 75 лет от хронического сердечного заболевания в Вашингтоне 26 февраля 1915 года, 11 лет спустя своей отставки. Он был похоронено на Арлингтонском национальном кладбище.